# طريق الدموع (فلم)
طريق الدموع  هو فيلم مصري من إنتاج سنة 1961.

## قصة الفيلم
أشرف حمدي (كمال الشناوي) ممثل مغمور يسعى للشهرة، يترك صديقه سعيد (عبد المنعم إبراهيم)، وزميلته فايزة (ليلى فوزي) في اليوم الذي وقع فيه عقداً للتمثيل أمام المطربة سامية فؤاد (صباح)، وكان همه تحقيق الثراء في أسرع وقت. تتزوج فايزة من مغنٍ كبير السن اسمه عبد العزيز (حامد مرسي). أما أشرف فرغم تحقيقه الثراء لكنه مرض في الكلى فلم يستمتع بحياته. طُلقت فايزة من زوجها لتحاول الزواج من أشرف.

## الفيلم[بحاجة لمصدر]
الفيلم كما هو واضح مستوحى من قصة الممثل الشهير أنور وجدي (الذي توفي عام 1955)، ولا تذكر عناوين الفيلم، ولا المصدر المستخدم هنا ذلك. وقيل أن النجمة ليلى مراد قد دُعيت لتمثل شخصيتها الحقيقة (سامية فؤاد في الفيلم) لكنها رفضت. وهذه قائمة الشخصيات المهمة في الفيلم، وما يقابلها في الواقع.
| الممثل       | الشخصية في الفيلم | ما يقابلها في الواقع |
| ------------ | ----------------- | -------------------- |
| كمال الشناوي | أشرف حمدي         | أنور وجدي            |
| صباح         | سامية فؤاد        | ليلى مراد            |
| ليلى فوزي    | فايزة             | ليلى فوزي            |
| حامد مرسي    | عبد العزيز        | عزيز عثمان           |

## روابط خارجية
- مقالات تستعمل روابط فنية بلا صلة مع ويكي بيانات